# Lucho González
Pour les articles homonymes, voir Luis González (homonymie) et González.
Luis Oscar « Lucho » González, né le 19 janvier 1981 à Buenos Aires, est un footballeur international argentin qui évolue au poste de milieu de terrain reconverti entraîneur.
Vainqueur de 2 championnats d’Argentine en 2003 et 2004 avec l’un des clubs les plus populaires du pays, River Plate, il arrive en Europe en 2005 au FC Porto où il devient capitaine et remporte consécutivement  4 championnats du Portugal entre 2006 et 2009 et 1 Coupe du Portugal en 2006. Élu meilleur joueur du championnat portugais en 2009, il devient en juin 2009 le joueur le plus cher de l'histoire de l’Olympique de Marseille, jusqu'au transfert de Dimitri Payet le 30 janvier 2017. Avec ce club, il remporte 1 championnat de France en 2010, au cours duquel il termine meilleur passeur (11 passes décisives), ainsi que 2 Coupes de la Ligue en 2010 et 2011, avant de retourner au FC Porto avec lequel il remporte deux nouveaux titres de champion du Portugal en 2012 et 2013.
International argentin entre 2003 et 2012 et sélectionné pour la coupe du monde 2006, il remporte avec sa sélection nationale les Jeux olympiques d'Athènes de 2004 et a été par deux fois finaliste de la Copa América.

## Biographie

### En club

#### Huracan
Issu du quartier pauvre de Los Caballitos de Buenos Aires, Lucho devient rapidement le crack des potreros, genre de terrains vagues où débutent nombre de grands joueurs argentins. Il est recruté au Globo (surnom de Huracan). Il commence au poste d'avant-centre mais, en dépit de qualités de buteur et de dribbleur, doit reculer au milieu de terrain en raison de son manque de physique.
Après trois belles saisons entre la D1 et la D2 argentine, Lucho attire le regard des plus grands du pays. C'est pourtant en France, à la Berrichonne de Châteauroux, qu'il est sur le point de signer en 2002, mais pour des problèmes financiers, cela ne se fait pas. Lucho déclare même: « Tout était fait avec les Français. J'avais même passé la visite médicale pour boucler l'affaire, mais finalement, ça a merdé. J'en ai chialé ».

#### River Plate
C'est donc finalement chez les Millonarios de River Plate que Lucho atterrit, sous les ordres de Manuel Pellegrini. Malgré son manque de vitesse, il ravit les foules par sa technique, ses passes et son sens du placement, mais aussi de par ses grands clasicos contre Boca Juniors. En 2005, après six années en Argentine, il part jouer en Europe.

#### FC Porto
Alors qu'il espère être recruté par un club espagnol, ce sont finalement les Portugais du FC Porto qui l'engagent pour combler le départ de Deco parti au FC Barcelone. Il progresse encore et développe une réelle complicité, tant sportive qu'amicale, avec son compatriote Lisandro López (qui partira pour l'OL en 2009). Il devient vite l'un des chouchous des supporters, qui le surnomment « El Comandante » en raison de sa ressemblance avec Che Guevara et de sa manière de fêter ses buts. Il ne semble toutefois pas apprécier ce surnom. Après quatre années passées à Porto, où il découvre notamment la Ligue des champions, Lucho décide de changer de club pour donner un nouvel élan à sa carrière.

#### Olympique de Marseille
Le 30 juin 2009, l'Olympique de Marseille annonce officiellement avoir trouvé un accord avec le FC Porto ainsi qu'avec Lucho pour son transfert. Le montant du transfert s'élève à 18 millions d'euros et peut atteindre 24 millions d'euros en fonction des performances sportives du joueur et du club. Son salaire annuel est de 2 millions d'euros nets, soit environ 4 millions d'euros brut, pendant trois ans. Didier Deschamps compte sur lui pour devenir l'un des leaders de l'OM, tant sur le terrain qu'en dehors.

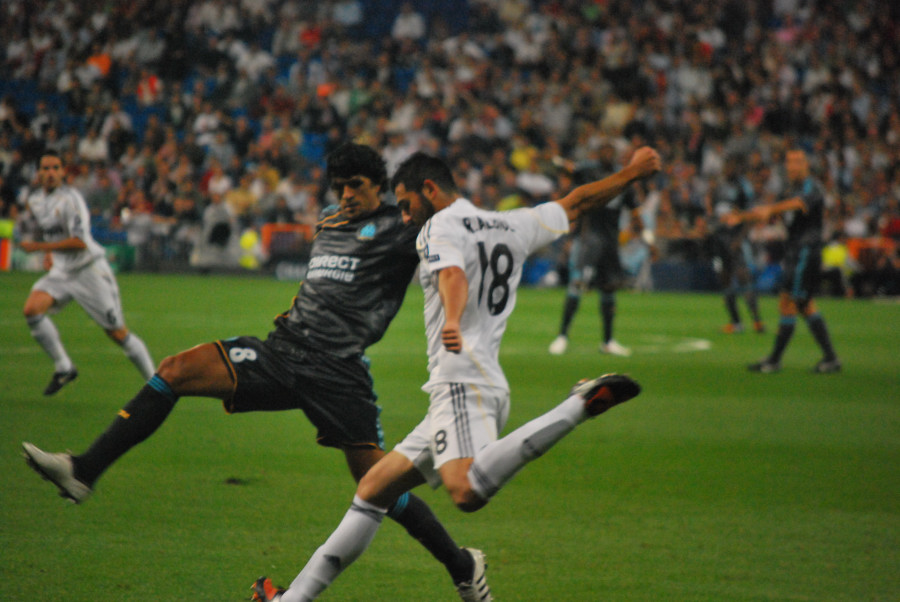
Lucho González (en noir) aux prises avec Raúl Albiol (en blanc) lors du match de Ligue des champions 2009-2010 entre le Real Madrid et l’Olympique de Marseille.

La préparation physique de Lucho est contrariée par une blessure contractée lors d'un match amical de pré-saison contre l'AS Saint-Étienne : il se fracture la clavicule en tombant au sol à l'issue d'un contact avec Kevin Mirallas. Il fait ses débuts en Ligue 1 le 12 septembre 2009 au Mans (victoire des Marseillais 2 buts à 1), trois jours avant le premier match de Ligue des champions face au Milan AC. Le 19 septembre suivant, il marque son premier but sous les couleurs de l'OM contre Montpellier.
Lucho est de nouveau absent des terrains environ trois semaines à cause d'une entorse à une cheville qu'il contracte lors du match contre Toulouse le 31 octobre 2009, sur un tacle du défenseur central toulousain Dany Nounkeu.
Au mois de décembre 2009, Lucho retrouve progressivement la forme. Lors du match contre l'OGC Nice (3-1), il est à l'origine du premier but et inscrit le second. Quatre jours plus tard, il marque un but mais rate un pénalty en Ligue des champions face au Real Madrid (1-3). Victime d'une distorsion du ligament latéral interne du genou droit face à Auxerre (0-2) le 23 décembre, il est encore tenu éloigné des terrains pour trois semaines. Lucho a repris début janvier dans la rencontre opposant l'OM à l'AS Saint-Étienne en huitièmes de finale de Coupe de la Ligue (3-2).
Retrouvant peu à peu le rythme de la compétition au fil des semaines, Lucho devient de plus en plus décisif sur le terrain. Il marque notamment le but égalisateur contre Lille OSC en quarts de finale de la Coupe de la Ligue. Lors du match contre Valenciennes au Stade Vélodrome le 7 février 2010, il marque le premier but de son équipe et réalise une passe décisive sur le second, confirmant ainsi qu'il devient un joueur essentiel de l'équipe olympienne. Il est ovationné par le public à sa sortie du terrain.
Il réalise à nouveau un très bon match, dix jours plus tard, à Copenhague lors du seizième de finale de Ligue Europa. Il assure la qualification de l'OM dès le match aller en offrant une passe décisive à Charles Kaboré pour le troisième but marseillais.
Lucho revient doucement vers son meilleur niveau en enchainant alors les bonnes performances. À nouveau décisif contre l'AS Nancy Lorraine au Stade Vélodrome (3-1) en délivrant une passe pour Mamadou Niang, Lucho devient, au fil des matchs, une des pièces essentielles du dispositif de Didier Deschamps. Le 28 février lors du match très attendu par les supporters contre le Paris Saint-Germain, il marque le deuxième but de l'OM pour une victoire finale 3-0.
Lors des huitièmes de finale de Ligue Europa, Lucho Gonzalez revient au Portugal, le temps d'un match contre le Benfica Lisbonne (1-1), qui élimine Marseille lors du match retour (1-2).

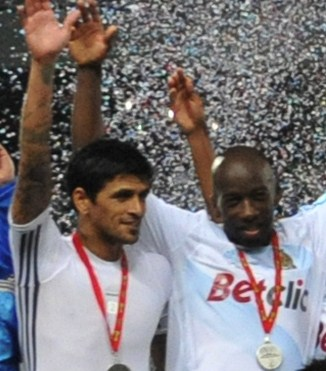
Lucho González, à gauche, lors de sa victoire au Trophée des champions 2011.

Durant la finale de la Coupe de la Ligue contre les Girondins de Bordeaux le 27 mars 2010, Lucho participe à la victoire marseillaise en offrant le premier but sur un corner à Souleymane Diawara. 
Le 11 avril, Lucho effectue trois passes décisives lors du match contre l'OGC Nice, contribuant ainsi à la large victoire de son équipe (4-1). Il prend à cette occasion la première place du classement des passeurs de Ligue 1. Tant décrié en début de saison,,,, il montre finalement à tous ses détracteurs l'étendue de son talent et de sa technique,,.
Le 5 mai 2010, il marque du plat du pied gauche à l'entrée de la surface le troisième but pour l'Olympique de Marseille et scelle la victoire des siens 3-1 contre le Stade rennais. Il offre par cette occasion le neuvième titre de champion de France à l'Olympique de Marseille. Lucho devient donc pour la cinquième fois consécutive champion, après l'avoir été quatre fois avec le FC Porto.
Très apprécié des supporters, il détient également le record de vente de maillots en France en 2010, avec plus de 200 000 maillots floqués à son nom. Il finit la saison sur un bon bilan, avec 8 buts inscrits et 15 passes décisives malgré de nombreuses blessures. Il remporte le Trophée des Champions 2010 contre le PSG.
Lors de la saison 2010-2011, il remporte la Coupe de la Ligue contre Montpellier avant de remporter le Trophée des Champions contre Lille.  Il joue 50 matchs pour 10 buts toutes compétitions confondues lors de cette saison.

#### Retour au FC Porto

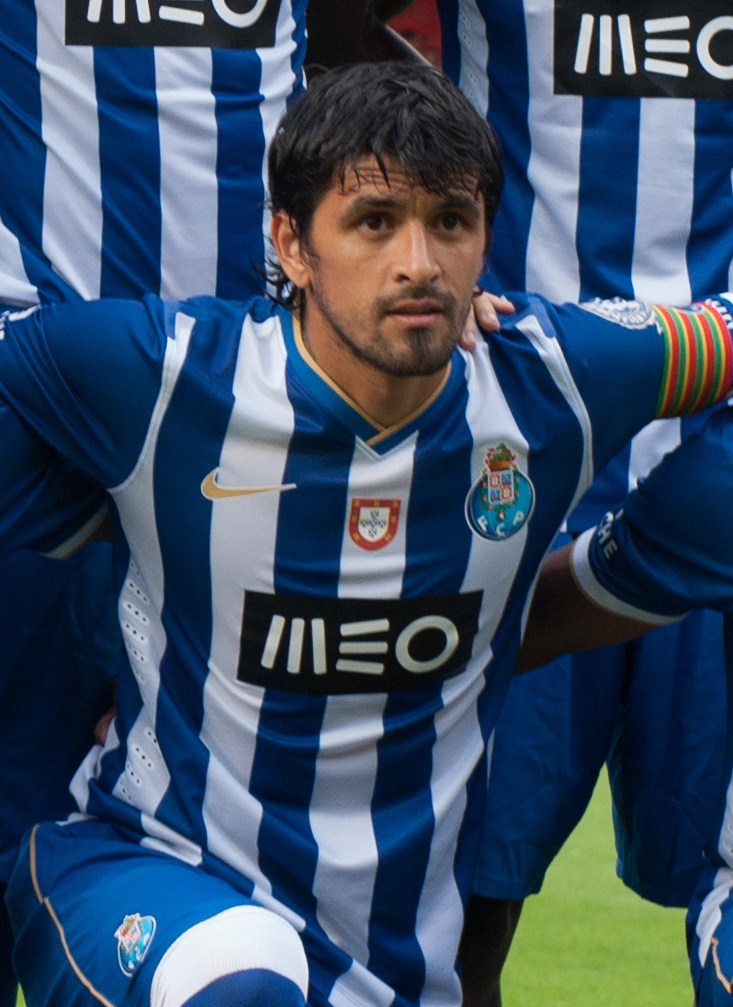
Lucho sous le maillot du FC Porto en 2013.

Le 31 janvier 2012, Lucho González signe un contrat de deux ans et demi en faveur du FC Porto, sans indemnité de transfert. « L'Argentin a signé un contrat jusqu'au 30 juin 2014 », a expliqué Porto, précisant avoir « acquis 100 % des droits du joueur pour un coût nul ». Cinq jours plus tard, il ouvre le score en Coupe de la Ligue portugaise face au Vitória Setúbal.

#### Al-Rayyan SC puis retour à River Plate
Le 27 janvier 2014, le FC Porto cède son meneur de jeu au club qatari du Al-Rayyan SC. Le 26 juin 2015, Lucho s'engage avec le CA River Plate, club qui l'a révélé.
À peine plus d'un mois après son arrivée au club, il remporte Copa Libertadores face au club mexicain des Tigres UANL après un match nul et vierge à l’extérieur puis une victoire 3-0 lors du match retour à domicile.

#### Atlético Paranaense
Le 16 septembre 2016, il s'engage jusqu'en décembre 2017 avec l'Atlético Paranaense. Finalement, de prolongation en prolongation, il poursuit dans le club brésilien jusqu'à sa retraite sportive, annoncée le 14 mars 2021.

### En sélection nationale
Il fait ses débuts avec le maillot national le 31 janvier 2003 lors d'un match où il voit son équipe s'imposer 3 à 1 contre le Honduras.
Sous les couleurs nationales, il gagne la médaille d'or aux Jeux olympiques d'Athènes en 2004 et termine deuxième de la Coupe des confédérations 2005.
Il est présent lors de la Coupe du monde 2006 en Allemagne où l'Argentine est éliminée en quarts de finale par le pays hôte.
En 2007, il perd la finale de la Copa América au Venezuela. Le Brésil s'impose 3-0 et Lucho ne joue que les dernières minutes de la rencontre.
Le milieu argentin n'est pas sélectionné par Diego Maradona pour la Coupe du monde 2010, la faute à des choix favorisant les joueurs du championnat national à des joueurs jouant dans de grands clubs européens (à l'instar de Javier Zanetti, ou encore Esteban Cambiasso).

## Statistiques
| Saison                | Club                   | Championnat           | Championnat | Championnat | Coupe nationale | Coupe nationale | Coupe de la Ligue | Coupe de la Ligue | Supercoupe | Supercoupe | Compétition(s) continentale(s) | Compétition(s) continentale(s) | Compétition(s) continentale(s) | Argentine | Argentine | Total | Total |
| Saison                | Club                   | Division              | M.          | B.          | M.              | B.              | M.                | B.                | M.         | B.         | Comp.                          | M.                             | B.                             | M.        | B.        | M.    | B.    |
| 1998-1999             | CA Huracán             | Primera División      | 7           | 0           | -               | -               | -                 | -                 | -          | -          | -                              | -                              | -                              | -         | -         | 7     | 0     |
| 1999-2000             | CA Huracán             | Primera B Nacional    | 33          | 5           | -               | -               | -                 | -                 | -          | -          | -                              | -                              | -                              | -         | -         | 33    | 5     |
| 2000-2001             | CA Huracán             | Primera División      | 34          | 3           | -               | -               | -                 | -                 | -          | -          | -                              | -                              | -                              | -         | -         | 34    | 3     |
| 2001-2002             | CA Huracán             | Primera División      | 35          | 4           | -               | -               | -                 | -                 | -          | -          | -                              | -                              | -                              | -         | -         | 35    | 4     |
| Sous-total            | Sous-total             | Sous-total            | 109         | 12          | -               | -               | -                 | -                 | -          | -          | -                              | -                              | -                              | -         | -         | 109   | 12    |
| 2002-2003             | CA River Plate         | Primera División      | 32          | 8           | -               | -               | -                 | -                 | -          | -          | CS+CL                          | 1+9                            | 0+1                            | 3         | 3         | 45    | 12    |
| 2003-2004             | CA River Plate         | Primera División      | 24          | 2           | -               | -               | -                 | -                 | -          | -          | CS+CL                          | 7+10                           | 0+3                            | 12        | 2         | 53    | 7     |
| 2004-2005             | CA River Plate         | Primera División      | 26          | 8           | -               | -               | -                 | -                 | -          | -          | CL                             | 11                             | 1                              | 5         | 1         | 42    | 10    |
| Sous-total            | Sous-total             | Sous-total            | 82          | 18          | -               | -               | -                 | -                 | -          | -          | -                              | 38                             | 5                              | 20        | 6         | 140   | 29    |
| 2005-2006             | FC Porto               | Primeira Liga         | 30          | 10          | 4               | 1               | -                 | -                 | -          | -          | C1                             | 6                              | 1                              | 10        | 0         | 50    | 12    |
| 2006-2007             | FC Porto               | Primeira Liga         | 30          | 9           | -               | -               | -                 | -                 | -          | -          | C1                             | 8                              | 3                              | 8         | 0         | 46    | 12    |
| 2007-2008             | FC Porto               | Primeira Liga         | 28          | 4           | 5               | 2               | -                 | -                 | -          | -          | C1                             | 7                              | 3                              | 2         | 0         | 42    | 9     |
| 2008-2009             | FC Porto               | Primeira Liga         | 23          | 9           | 3               | 1               | 1                 | 0                 | 1          | 0          | C1                             | 9                              | 2                              | 3         | 1         | 40    | 13    |
| Sous-total            | Sous-total             | Sous-total            | 111         | 32          | 12              | 4               | 1                 | 0                 | 1          | 0          | -                              | 30                             | 9                              | 23        | 1         | 178   | 46    |
| 2009-2010             | Olympique de Marseille | Ligue 1               | 32          | 5           | -               | -               | 4                 | 1                 | -          | -          | C1+C3                          | 5+3                            | 2+0                            | -         | -         | 44    | 8     |
| 2010-2011             | Olympique de Marseille | Ligue 1               | 36          | 8           | 1               | 0               | 4                 | 0                 | 1          | 0          | C1                             | 8                              | 2                              | -         | -         | 50    | 10    |
| 2011-2012             | Olympique de Marseille | Ligue 1               | 19          | 2           | 2               | 0               | 2                 | 0                 | 1          | 0          | C1                             | 6                              | 1                              | 2         | 0         | 32    | 3     |
| Sous-total            | Sous-total             | Sous-total            | 87          | 15          | 3               | 0               | 10                | 1                 | 2          | 0          | -                              | 22                             | 5                              | 2         | 0         | 126   | 21    |
| 2011-2012             | FC Porto               | Primeira Liga         | 12          | 1           | -               | -               | 2                 | 2                 | -          | -          | C3                             | 2                              | 0                              | -         | -         | 16    | 3     |
| 2012-2013             | FC Porto               | Primeira Liga         | 29          | 6           | 2               | 1               | 4                 | 1                 | 1          | 0          | C1                             | 8                              | 2                              | -         | -         | 44    | 10    |
| 2013-2014             | FC Porto               | Primeira Liga         | 16          | 1           | 2               | 0               | 1                 | 0                 | 1          | 1          | C1                             | 6                              | 2                              | -         | -         | 26    | 4     |
| Sous-total            | Sous-total             | Sous-total            | 57          | 8           | 4               | 1               | 7                 | 3                 | 2          | 1          | -                              | 16                             | 4                              | -         | -         | 86    | 17    |
| 2013-2014             | Al-Rayyan SC           | Qatar SL              | 10          | 1           | -               | -               | -                 | -                 | -          | -          | AFC                            | 4                              | 1                              | -         | -         | 14    | 2     |
| 2014-2015             | Al-Rayyan SC           | Qatar GL              | 16          | 7           | 3               | 0               | -                 | -                 | -          | -          | -                              | -                              | -                              | -         | -         | 19    | 7     |
| Sous-total            | Sous-total             | Sous-total            | 26          | 8           | 3               | 0               | -                 | -                 | -          | -          | -                              | 4                              | 1                              | -         | -         | 33    | 9     |
| 2015                  | CA River Plate         | Primera División      | 9           | 1           | 4               | 0               | -                 | -                 | -          | -          | CL+CSB+CM                      | 4+1+2                          | 0+0+0                          | -         | -         | 20    | 1     |
| 2016                  | CA River Plate         | Primera División      | 8           | 0           | -               | -               | -                 | -                 | -          | -          | CL                             | 3                              | 1                              | -         | -         | 11    | 1     |
| Sous-total            | Sous-total             | Sous-total            | 17          | 1           | 4               | 0               | -                 | -                 | -          | -          | -                              | 10                             | 1                              | -         | -         | 31    | 2     |
| 2016                  | Atlético Paranaense    | Série A               | 12          | 0           | -               | -               | -                 | -                 | -          | -          | -                              | -                              | -                              | -         | -         | 12    | 0     |
| 2017                  | Atlético Paranaense    | Série A               | 26          | 2           | 8               | 1               | -                 | -                 | -          | -          | CL                             | 12                             | 3                              | -         | -         | 46    | 6     |
| 2018                  | Atlético Paranaense    | Série A               | 27          | 1           | 6               | 0               | -                 | -                 | -          | -          | CS                             | 12                             | 0                              | -         | -         | 45    | 1     |
| 2019                  | Atlético Paranaense    | Série A               | 17          | 1           | 7               | 0               | -                 | -                 | -          | -          | RS+CL+CSB                      | 2+4+1                          | 0+0+0                          | -         | -         | 31    | 1     |
| 2020-2021             | Atlético Paranaense    | Série A               | 12          | 0           | 6               | 0               | -                 | -                 | -          | -          | CL                             | 8                              | 2                              | -         | -         | 26    | 2     |
| Sous-total            | Sous-total             | Sous-total            | 94          | 4           | 27              | 1               | -                 | -                 | -          | -          | -                              | 39                             | 5                              | -         | -         | 160   | 10    |
| Total sur la carrière | Total sur la carrière  | Total sur la carrière | 583         | 98          | 53              | 6               | 18                | 4                 | 5          | 1          | -                              | 158                            | 30                             | 45        | 7         | 862   | 146   |

### Liste des matchs internationaux
| Matchs internationaux de Lucho Gonzalez | Matchs internationaux de Lucho Gonzalez | Matchs internationaux de Lucho Gonzalez                  | Matchs internationaux de Lucho Gonzalez | Matchs internationaux de Lucho Gonzalez | Matchs internationaux de Lucho Gonzalez | Matchs internationaux de Lucho Gonzalez                                 |
|                                         | Date                                    | Lieu                                                     | Adversaire                              | Résultat                                | Compétition                             | Notes                                                                   |
| --------------------------------------- | --------------------------------------- | -------------------------------------------------------- | --------------------------------------- | --------------------------------------- | --------------------------------------- | ----------------------------------------------------------------------- |
| 1.                                      | 31 janvier 2003                         | Estadio Olimpico Metropolitano, San Pedro Sula, Honduras | Honduras                                | 1 - 3                                   | Match amical                            | Titulaire.                                                              |
| 2.                                      | 4 février 2003                          | Memorial Coliseum, Los Angeles, États-Unis               | Mexique                                 | 0 - 1                                   | Match amical                            | Titulaire.                                                              |
| 3.                                      | 8 février 2003                          | Miami Orange Bowl, Miami, États-Unis                     | États-Unis                              | 0 - 1                                   | Match amical                            | Titulaire.                                                              |
| 4.                                      | 16 juillet 2003                         | Stade Ciudad de La Plata, La Plata, Argentine            | Uruguay                                 | 2 - 2                                   | Match amical                            | Titulaire.                                                              |
| 5.                                      | 20 août 2003                            | Stade Artemio-Franchi, Florence, Italie                  | Uruguay                                 | 3 - 2                                   | Match amical                            | Entre en jeu à la place de Hernán Crespo à la 82e minute de jeu.        |
| 6.                                      | 9 septembre 2003                        | Estadio Olímpico, Caracas, Venezuela                     | Venezuela                               | 0 - 3                                   | Qualification mondial 2006              | Entre en jeu à la place de Andrés D'Alessandro à la 85e minute de jeu.  |
| 7.                                      | 30 mars 2004                            | Stade Monumental, Buenos Aires, Argentine                | Équateur                                | 1 - 0                                   | Qualification mondial 2006              | Titulaire.                                                              |
| 8.                                      | 2 juin 2004                             | Mineirão, Belo Horizonte, Brésil                         | Brésil                                  | 3 - 1                                   | Qualification mondial 2006              | Titulaire et remplacé par Pablo Aimar à la 61e minute de jeu.           |
| 9.                                      | 6 juin 2004                             | Stade Monumental, Buenos Aires, Argentine                | Paraguay                                | 0 - 0                                   | Qualification mondial 2006              | Titulaire et remplacé par Mauro Rosales à la 68e minute de jeu.         |
| 10.                                     | 7 juillet 2004                          | Estadio Elías Aguirre, Chiclayo, Pérou                   | Équateur                                | 6 - 1                                   | Copa América 2004                       | Titulaire.                                                              |
| 11.                                     | 10 juillet 2004                         | Estadio Elías Aguirre, Chiclayo, Pérou                   | Mexique                                 | 0 - 1                                   | Copa América 2004                       | Titulaire et remplacé par Mauro Rosales à la 66e minute de jeu.         |
| 12.                                     | 13 juillet 2004                         | Estadio Miguel Grau, Piura, Pérou                        | Uruguay                                 | 4 - 2                                   | Copa América 2004                       | Titulaire et remplacé par Clemente Rodriguez à la 46e minute de jeu.    |
| 13.                                     | 17 juillet 2004                         | Estadio Elías Aguirre, Chiclayo, Pérou                   | Pérou                                   | 0 - 1                                   | Copa América 2004                       | Titulaire.                                                              |
| 14.                                     | 20 juillet 2004                         | Estadio Nacional, Lima, Pérou                            | Colombie                                | 3 - 0                                   | Copa América 2004                       | Titulaire.                                                              |
| 15.                                     | 25 juillet 2004                         | Estadio Nacional, Lima, Pérou                            | Brésil                                  | 2 - 2 (4 tab 2)                         | Copa América 2004                       | Titulaire et remplacé par Andrés D'Alessandro à la 75e minute de jeu.   |
| 16.                                     | 9 octobre 2004                          | Stade Monumental, Buenos Aires, Argentine                | Uruguay                                 | 4 - 2                                   | Qualification mondial 2006              | Titulaire et remplacé par Maxi Rodríguez à la 68e minute de jeu.        |
| 17.                                     | 13 octobre 2004                         | Stade national, Santiago, Chili                          | Chili                                   | 0 - 0                                   | Qualification mondial 2006              | Titulaire et remplacé par Javier Mascherano à la 46e minute de jeu.     |
| 18.                                     | 16 novembre 2004                        | Stade Monumental, Buenos Aires, Argentine                | Venezuela                               | 3 - 2                                   | Qualification mondial 2006              | Entre en jeu à la place de Santiago Solari à la 65e minute de jeu.      |
| 19.                                     | 30 mars 2005                            | Stade Monumental, Buenos Aires, Argentine                | Colombie                                | 1 - 0                                   | Qualification mondial 2006              | Titulaire.                                                              |
| 20.                                     | 8 juin 2005                             | Stade Monumental, Buenos Aires, Argentine                | Brésil                                  | 3 - 1                                   | Qualification mondial 2006              | Titulaire et remplacé par Javier Zanetti à la 71e minute de jeu.        |
| 21.                                     | 17 août 2005                            | Stade Ferenc-Puskás, Budapest, Hongrie                   | Hongrie                                 | 1 - 2                                   | Match amical                            | Titulaire et remplacé par Pablo Zabaleta à la 82e minute de jeu.        |
| 22.                                     | 3 septembre 2005                        | Estadio Defensores del Chaco, Asuncion, Paraguay         | Paraguay                                | 1 - 0                                   | Qualification mondial 2006              | Titulaire.                                                              |
| 23.                                     | 9 octobre 2005                          | Stade Monumental, Buenos Aires, Argentine                | Pérou                                   | 2 - 0                                   | Qualification mondial 2006              | Titulaire.                                                              |
| 24.                                     | 11 octobre 2005                         | Stade Centenario, Montevideo, Uruguay                    | Uruguay                                 | 1 - 0                                   | Qualification mondial 2006              | Titulaire et remplacé par Lionel Messi à la 80e minute de jeu.          |
| 25.                                     | 12 novembre 2005                        | Stade de Genève, Genève, Suisse                          | Angleterre                              | 2 - 3                                   | Match amical                            | Entre en jeu à la place de Juan Román Riquelme à la 84e minute de jeu.  |
| 26.                                     | 16 novembre 2005                        | Stade Jassim-bin-Hamad, Doha, Qatar                      | Qatar                                   | 0 - 3                                   | Match amical                            | Entre en jeu à la place de Javier Saviola à la 60e minute de jeu.       |
| 27.                                     | 1er mars 2006                           | Parc Saint-Jacques, Bâle, Suisse                         | Croatie                                 | 3 - 2                                   | Match amical                            | Entre en jeu à la place de Fabricio Coloccini à la 60e minute de jeu.   |
| 28.                                     | 10 juin 2006                            | Volksparkstadion, Hambourg, Allemagne                    | Côte d'Ivoire                           | 2 - 1                                   | Coupe du monde 2006                     | Entre en jeu à la place de Javier Saviola à la 75e minute de jeu.       |
| 29.                                     | 16 juin 2006                            | Red Bull Arena, Leipzig, Allemagne                       | Serbie-et-Monténégro                    | 6 - 0                                   | Coupe du monde 2006                     | Entre en jeu à la place de Javier Saviola à la 75e minute de jeu.       |
| 30.                                     | 30 juin 2006                            | Stade olympique, Berlin, Allemagne                       | Allemagne                               | 1 - 1 (4 tab 2)                         | Coupe du monde 2006                     | Titulaire.                                                              |
| 31.                                     | 3 septembre 2006                        | Emirates Stadium, Londres, Angleterre                    | Brésil                                  | 0 - 3                                   | Match amical                            | Titulaire.                                                              |
| 32.                                     | 11 octobre 2006                         | Stade de la Nueva Condomina, Murcie, Espagne             | Espagne                                 | 2 - 1                                   | Match amical                            | Titulaire et remplacé par Leandro Somoza à la 46e minute de jeu.        |
| 33.                                     | 7 février 2007                          | Stade de France, Saint-Denis, France                     | France                                  | 0 - 1                                   | Match amical                            | Titulaire et remplacé par Jonás Gutiérrez à la 78e minute de jeu.       |
| 34.                                     | 2 juin 2007                             | Parc Saint-Jacques, Bâle, Suisse                         | Suisse                                  | 1 - 1                                   | Match amical                            | Titulaire et remplacé par Javier Mascherano à la 67e minute de jeu.     |
| 35.                                     | 5 juin 2007                             | Camp Nou, Barcelone, Espagne                             | Algérie                                 | 2 - 4                                   | Match amical                            | Entre en jeu à la place de Nicolás Burdisso à la 46e minute de jeu.     |
| 36.                                     | 2 juillet 2007                          | Estadio José Pachencho Romero, Maracaibo, Venezuela      | Colombie                                | 4 - 2                                   | Copa América 2007                       | Entre en jeu à la place de Juan Sebastián Verón à la 80e minute de jeu. |
| 37.                                     | 5 juillet 2007                          | Estadio Metropolitano de Lara, Cabudare, Venezuela       | Paraguay                                | 1 - 0                                   | Copa América 2007                       | Titulaire et remplacé par Javier Mascherano à la 66e minute de jeu.     |
| 38.                                     | 15 juillet 2007                         | Estadio José Pachencho Romero, Maracaibo, Venezuela      | Brésil                                  | 3 - 0                                   | Copa América 2007                       | Entre en jeu à la place de Juan Sebastián Verón à la 67e minute de jeu. |
| 39.                                     | 22 août 2007                            | Ullevaal Stadion, Oslo, Norvège                          | Norvège                                 | 2 - 1                                   | Match amical                            | Titulaire et remplacé par Javier Saviola à la 46e minute de jeu.        |
| 40.                                     | 26 mars 2008                            | Stade international, Le Caire, Égypte                    | Égypte                                  | 0 - 2                                   | Match amical                            | Titulaire.                                                              |
| 41.                                     | 20 août 2008                            | Stade Dinamo, Minsk, Biélorussie                         | Biélorussie                             | 0 - 0                                   | Match amical                            | Titulaire.                                                              |
| 42.                                     | 19 novembre 2008                        | Hampden Park, Glasgow, Écosse                            | Écosse                                  | 0 - 1                                   | Match amical                            | Entre en jeu à la place de Jonás Gutiérrez à la 70e minute de jeu.      |
| 43.                                     | 1er avril 2009                          | Estadio Hernando Siles, La Paz, Bolivie                  | Bolivie                                 | 6 - 1                                   | Qualification mondial 2010              | Titulaire et remplacé par Marcos Angeleri à la 68e minute de jeu.       |
| 44.                                     | 2 septembre 2011                        | Salt Lake Stadium, Calcutta, Inde                        | Venezuela                               | 0 - 1                                   | Match amical                            | Titulaire et remplacé par José Ernesto Sosa à la 74e minute de jeu.     |
| 45.                                     | 6 septembre 2011                        | Bangabandhu National Stadium, Dacca, Bangladesh          | Nigeria                                 | 3 - 1                                   | Match amical                            | Entre en jeu à la place de Marcos Rojo à la 69e minute de jeu.          |

## Buts internationaux
| Buts en sélection de Lucho González | Buts en sélection de Lucho González | Buts en sélection de Lucho González                      | Buts en sélection de Lucho González | Buts en sélection de Lucho González | Buts en sélection de Lucho González | Buts en sélection de Lucho González |
|                                     | Date                                | Lieu                                                     | Adversaire                          | Score                               | Résultat                            | Compétition                         |
| ----------------------------------- | ----------------------------------- | -------------------------------------------------------- | ----------------------------------- | ----------------------------------- | ----------------------------------- | ----------------------------------- |
| 1.                                  | 31 janvier 2003                     | Estadio Olimpico Metropolitano, San Pedro Sula, Honduras | Honduras                            | 1-2                                 | 1-3                                 | Match amical                        |
| 2.                                  | 31 janvier 2003                     | Estadio Olimpico Metropolitano, San Pedro Sula, Honduras | Honduras                            | 1-3                                 | 1-3                                 | Match amical                        |
| 3.                                  | 8 février 2003                      | Miami Orange Bowl, Miami, États-Unis                     | États-Unis                          | 0-1                                 | 0-1                                 | Match amical                        |
| 4.                                  | 7 juillet 2004                      | Estadio Elias Aguirre, Lambayeque, Pérou                 | Équateur                            | 6-1                                 | 6-1                                 | Copa América 2004                   |
| 5.                                  | 20 juillet 2004                     | Estadio Nacional, Lima, Pérou                            | Colombie                            | 2-0                                 | 3-0                                 | Copa América 2004                   |
| 6.                                  | 9 octobre 2004                      | Stade Monumental, Buenos Aires, Argentine                | Uruguay                             | 1-0                                 | 4-2                                 | Qualification Coupe du monde 2006   |
| 7.                                  | 1er avril 2009                      | Estadio Hernando Siles, La Paz, Bolivie                  | Bolivie                             | 1-1                                 | 1-6                                 | Qualification Coupe du monde 2010   |

## Palmarès

### En club
Avec le CA Huracán, il est Champion d'Argentine de seconde division lors de la saison 1999-2000 en prenant part à 33 rencontres pour 5 buts.
Il est ensuite Champion d'Argentine deux fois 2003 (clôture) et en 2004 (clôture) avec CA River Plate.
Parti en Europe, il continue à remplir son palmarès notamment au Portugal avec le FC Porto en étant Champion du Portugal quatre fois consécutivement en 2006, 2007, 2008 et 2009. Il remporte également la Coupe du Portugal en 2006 en battant le Vitória Setúbal 1-0 et en 2009 en battant le Paços de Ferreira et la Supercoupe du Portugal en 2009.
Avec l'Olympique de Marseille, il est Champion de France en 2010 puis vice-champion 2011. Il remporte également la Coupe de la Ligue 2010 3-1 contre les Girondins de Bordeaux et en 2011 contre le Montpellier HSC 1 à 0 et le Trophée des champions 2010 aux tirs au but contre le Paris SG et le Trophée des champions 2011 contre le Lille OSC sur un score fleuve de 5 buts à 4.
De retour au FC Porto, il est de nouveau champion du Portugal en 2012 puis en 2013 pour la sixième fois de sa carrière. Il remporte également la Supercoupe du Portugal 2012 (1-0 contre l'Académica de Coimbra) et 2013 (3-0 contre Vitoria Guimarães).
En 2015, alors rentré dans son pays natal à River Plate, il remporte la Copa Libertadores 2015 contre les Tigres UANL après un match nul et vierge à l’extérieur puis une victoire 3-0 lors du match retour à domicile. Peu de temps après, il remporte la Coupe Suruga Bank, en battant le club japonais Gamba Osaka.
Transféré en 2016 à l'Athletico Paranaense, il y remporte la Copa Sudamericana (équivalent sudaméricain de la Ligue Europa) en 2018, puis la Coupe du Brésil en 2019 et la Coupe Levain (ancienne Coupe Suruga Bank depuis 2018) la même année.

### En sélection
Avec l'équipe d'Argentine, il est finaliste de la Copa América en 2004 et en 2007, en étant à chaque fois battu par le Brésil, aux tirs au but lors de la première finale, puis sur le score de 3-0 lors de la seconde.
Il remporte les Jeux olympiques 2004 avec l'équipe olympique en battant le Paraguay en finale.

### Distinctions personnelles
Lucho González est élu meilleur joueur du Championnat du Portugal lors de la saison 2008-2009 décerné par le quotidien portugais A Bola alors qu'il joue avec le FC Porto.
À l'Olympique de Marseille, il remporte le Trophée du joueur du mois UNFP de Ligue 1 en avril 2010. Il est également le meilleur passeur du Championnat de France lors de la saison 2009-2010 avec 11 passes décisives.